# سید عبدالله فاطمی‌نیا
سید عبدالله فاطمی‌نیا (۲۳ مرداد ۱۳۲۵ – ۲۶ اردیبهشت ۱۴۰۱) روحانی، خطیب، استاد اخلاق، مورخ اسلامی و کتابشناس اهل ایران بود. وی در زمینه اخلاق و عرفان، حدیث و شعر عربی فعالیت می‌کرد. خطبه‌های مذهبی او اغلب از تلویزیون ایران پخش می‌شد، به همین خاطر او یک شخصیت مذهبی شناخته شده در ایران است.

## تحصیلات و استادان
سید عبدالله فاطمی‌نیا در سال ۱۳۲۵ در تبریز متولد شد. وی از کودکی تحت تربیت دینی پدر خود میر اسماعیل اصفیائی شند آبادی قرار گرفت. سپس نزدیک به ۳۰ سال نزد حسن مصطفوی (از شاگردان سید علی قاضی) تحصیل کرد و تحت تعلیم و تربیت وی قرار داشت و همزمان تحصیلات حوزوی خویش را هم دنبال می‌نمود. پس از مصطفوی، او از کسانی چون طباطبایی، سید محمدحسن الهی طباطبایی (برادر کوچکتر طباطبایی)، محمدتقی آملی، سید رضا بهاءالدینی، محمد تقی بهجت، علامه جعفری و… که بیشترشان شاگردان سید علی قاضی بودند در علوم اسلامی و عرفان استفاده نمود. از این رو، وی با یک واسطه، از شاگردان سید علی قاضی می‌باشد.

## خانواده
پسرش، سید حسن فاطمی‌نیا، داماد سید محمد حسینی بهشتی؛ رئیس سابق قوه قضاییه جمهوری اسلامی ایران است.

## فعالیت‌های دینی
وی از کارشناسان علوم اسلامی بود؛ از دیگر فعالیت‌های او می‌توان به تدریس در حوزه‌های علمیه، حضور در برنامه‌های مذهبی صدا و سیما به عنوان کارشناس و سخنرانی در مراکز حوزوی و دانشگاهی اشاره نمود. فاطمی‌نیا در مورد علم رجال و عرفان نظری دارای آگاهی بود و در عین حال بیشتر به خطابه در منابر عمومی اشتغال داشت. وی از مفسران صحیفه سجادیه و نهج‌البلاغه به‌شمار می‌رفت و جلسات متعددی در این موارد به سخنرانی پرداخت بود.

## بیماری و درگذشت
در بهمن‌ماه سال ۹۷ یکی از نزدیکان فاطمی‌نیا در گفت‌وگو با پایگاه خبری شفقنا گفت: «پس از بررسی آزمایش‌های فاطمی‌نیا توسط پزشک ایشان، اعلام شد که ایشان مبتلا به سرطان شدند. در حال حاضر یک جلسه شیمی درمانی را گذراندند و حال عمومی ایشان خوب است. بناست جلسات شیمی درمانی ادامه پیدا کند و پزشکان جهت بهبود استاد ابراز امیدواری کردند.» وی پس از آن چندین نوبت در بیمارستان بستری شد و نهایت پس از تحمل بیماری در ۲۶ اردیبهشت ۱۴۰۱ درگذشت.